# Руїгі (провінція)
Руїгі (кір. Ruyigi) — одна з 18 провінцій Бурунді. Знаходиться на сході країни. Площа 2339 км², населення 400 530 осіб. (2008 рік), густота населення 171,25 чол./км².
Адміністративний центр - місто Руїгі.

## Географія
На півдні межує з провінцією Рутана, на заході з провінцією Гітега, на північному заході з провінцією Карузі, на північному сході - з провінцією Канкузо, на сході проходить державний кордон з Танзанією.

## Адміністративний поділ
Руйігі ділиться на 7 комун:
- Бутаганзва (Butaganzwa)
- Бутезі (Butezi)
- Бверу (Bweru)
- Гісуру (Gisuru)
- Кіньїня (Kinyinya)
- Ньябіцинда (Nyabitsinda)
- Руїгі (Ruyigi)